# Salade scandinave
Pour les articles homonymes, voir Salade, Scandinavie et Nordique.
La salade scandinave ou salade nordique est une recette de cuisine de salade composée, à base d'assortiment de poissons typiques des cuisines traditionnelles scandinave-nordiques,,.

## Histoire
Ce type de salade composée, à base de salade ou de pomme de terre, est généralement préparée avec des assortiments de saumon, saumon fumé, truite, hareng, hareng saur, haddock, thon et crevettes de Scandinavie et des pays nordiques, ainsi que d'œuf dur, oignon, cornichon, aneth, vinaigrette et citron,,.

Quelques variantes
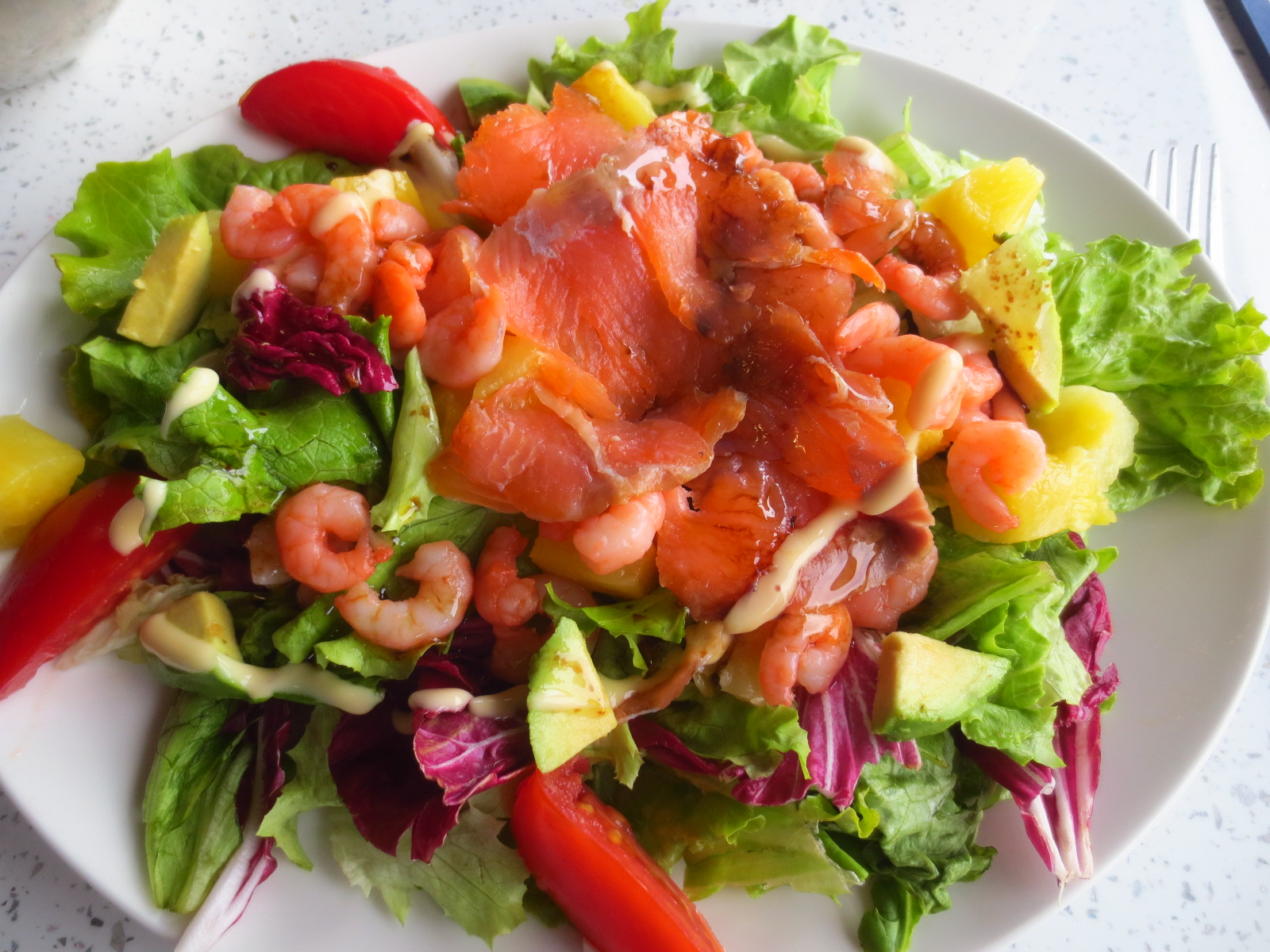
Salade californienne, de la cuisine californienne.
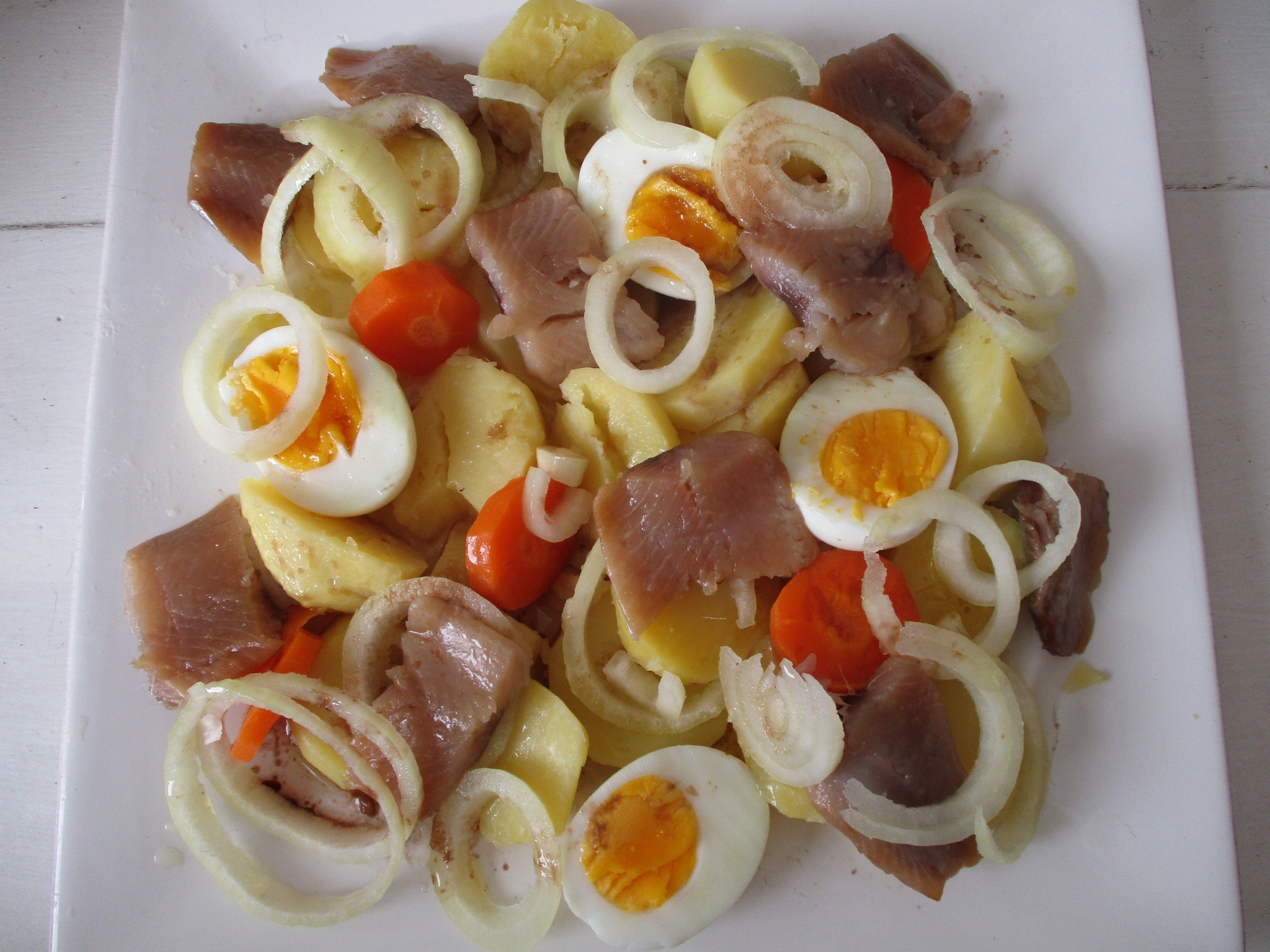
Salade fécampoise, de la cuisine normande.